# Ополовникова, Елена Александровна
Еле́на Алекса́ндровна Ополо́вникова (7 января 1943, Москва — 23 июня 2011, Серпухов) — советский, российский архитектор, кандидат архитектуры, профессор Международной Академии архитектуры, Заслуженный работник культуры Российской Федерации.

## Биография
В 1966 году с отличием закончила МАРХИ. За дипломную работу «Планировка Баксанской долины» получила премию Союза архитекторов СССР.
В 1974 году защитила кандидатскую диссертацию по проектированию горнолыжных комплексов.
С 1977 г. работала в Научно-методическом совете по охране памятников при Министерстве культуры СССР.
Занималась выявлением памятников архитектуры в Ярославской и Ивановской областях. С 1980 года — постоянный соавтор всех работ своего отца, в том числе проектов воссоздания:
- историко-музейных комплексов «Крепость Плесо» (г. Плёс, Ивановская область)
- «Илимская крепость» (Усть-Илимск, Иркутская область)
- «Нижнеколымский острог» (Якутия)
- «Алазейский острог» и церковь в местности Шатоба на реке Алазее (Якутия)
- «Анюйская крепость» на р. Анюй (Чукотка)
- «Обдорская крепость» (Салехард) с натурным воссозданием главной башни острога и часовни со Святыми воротами на Старом кладбище города, где похоронены жертвы сталинских репрессий.

Участвовала в воссоздании памятников архитектуры:
- Покровская церковь из села Анхимово (Вологодская область), сгоревшая в 1963 году — воссоздана по чертежам и обмерам А. В. Ополовникова в 2006 году под Санкт-Петербургом
- дворец царя Алексея Михайловича в селе Коломенское — воссоздан в 2007 году.

В 1986—1992 гг. вела занятия по истории деревянного зодчества в Туровской средней школе под Серпуховом. Преподавала на архитектурных факультетах институтов в Любляне, Хельсинки, Якутске, Костроме.
Являлась соучредителем и главным архитектором фирмы «Ополо».
С 1997 г. — член Бюро и председатель Комитета по деревянному зодчеству Российского отделения Международного Совета по сохранению культурного наследия ICOMOS. Действительный член Международной Академии Северного Форума (2002), профессор Международной Академии архитектуры (2003).
Похоронена на кладбище села Турово Серпуховского района.

### Семья
Отец — Александр Викторович Ополовников (1911—1994), архитектор, лауреат Государственной премии СССР.
Мать — Нина Викторовна Величкина (1914—1977), дочь архитектора Виктора Андреевича Величкина.
Муж — Валерий Александрович Цыганов.

## Научная деятельность
Автор публикаций в журналах «Архитектура СССР», «Архитектура и строительство России», «Лес и человек», «Огонёк», «Полярная звезда», «Наше наследие», «Юный художник», «Семья и школа», «Проект России».
Участвовала в международных конференциях по вопросам сохранения памятников архитектуры (Германия, Румыния, Словения, Австрия, Финляндия), в том числе XII-й Всемирной ассамблеи ICOMOS в Мехико была докладчиком по теме «Города-легенды Российского Заполярья: от Колы до Колымы».

### Избранные труды
Источник — Электронные каталоги РНБ Архивная копия от 3 марта 2016 на Wayback Machine
- Максимов О. Г., Ополовникова Е. А. Горно-рекреационные комплексы. — М.: Стройиздат, 1981. — 120 с. — 4000 экз.
- Ополовников А. В., Ополовникова Е. А. Бревенчатый Иерусалим. — М.: Ополо, 2007. — (Древнерусское деревянное зодчество).
  - Ч. 1: Клетские церкви и часовни. — М.: Ополо, 2007. — 527 с. — 3000 экз. — ISBN 5-88964-005-4.
  - Ч. 2: Клетские (окончание), кубоватые, ярусные церкви и часовни. — М.: Ополо, 2011. — 567 с. — 3000 экз. — ISBN 978-5-88964-006-6.
- Ополовников А. В., Ополовникова Е. А. Дерево и гармония : Образы древнерус. деревян. зодчества : Кн. для юношества. — М.: Фирма «Ополо», 1998. — 207 с. — 110 000 экз. — ISBN 5-88964-001-1.
- Ополовников А. В., Ополовникова Е. А. Деревянное зодчество Якутии. — Якутск: Кн. изд-во, 1983. — 124 с. — 10 000 экз.
- Ополовников А. В., Ополовникова Е. А. Древний Обдорск и заполярные города-легенды. — М.: Ополо, 1998. — 398 с. — (Древнерусское деревянное зодчество ; Вып. 1). — 12 000 экз. — ISBN 5-88964-002-X.
- Ополовников А. В., Ополовникова Е. А. Земля Иркутская, деревянная… — М.: Ополо, 2004. — 534 с. — (Древнерусское деревянное зодчество). — 5000 экз. — ISBN 5-88964-004-6.
- Ополовников А. В., Ополовникова Е. А. Избяная литургия : Кн. о рус. избе. — М.: Ополо, 2002. — 510 с. — (Древнерусское деревянное зодчество ; Вып. 2). — 2000 экз. — ISBN 5-88964-002-X.
- Александр Викторович Ополовников, 1911-1994 : [Каталог выставки] / Сост.: Е. А. Ополовникова, В. А. Цыганов. — М.: Ополо, 2002. — 57 с. — 700 экз.

См. также публикации в электронной научной библиотеке по истории древнерусской архитектуры Архивная копия от 29 ноября 2010 на Wayback Machine.

## Награды
- премия Союза архитекторов СССР (1966) — за дипломную работу «Планировка Баксанской долины»
- диплом Союза московских архитекторов — за большой творческий вклад в сохранение и популяризацию наследия А. В. Ополовникова
- Золотая медаль Российской Академии художеств — за книги «Древний Обдорск и заполярные города-легенды» и «Избяная литургия. Книга о русской избе» серии «Древнерусское деревянное зодчество»
- премия губернатора Иркутской области — за книгу «Земля Иркутская, деревянная»[3]
- Заслуженный работник культуры Российской Федерации (2000)